# John van 't Schip
Johannes Nicolaas van 't Schip (Fort St. John, Columbia Británica, Canadá, 30 de diciembre de 1963) es un exfutbolista neerlandés. Actualmente está sin club.
Pasó su carrera en el Ajax, donde ganó cuatro títulos de la Eredivisie, una Copa de la UEFA y una Recopa de Europa, además de jugar en el Genoa. También fue miembro de la selección neerlandesa que ganó la Eurocopa 1988.
Van 't Schip dirigió a la selección de Grecia, desde julio de 2019 hasta noviembre de 2021. Anteriormente fue entrenador del PEC Zwolle y del Melbourne City en Australia, entre otros.

## Carrera como jugador
Van 't Schip comenzó su carrera en la academia juvenil del Ajax. Debutó con el primer equipo el 6 de diciembre de 1981 y pasó las siguientes 11 temporadas en el club. Durante este período se proclamó campeón de liga en 1982, 1983, 1985 y 1990, y campeón de copa en 1983, 1986 y 1987. También ayudó al equipo a ganar la Recopa de Europa de 1987 y la Copa de la UEFA de 1992. 
Tras la victoria del Ajax en la Copa de la UEFA, fue comprado por el equipo italiano Genoa, donde jugó cuatro temporadas antes de terminar su carrera. Allí, ayudó al club a levantar la Copa anglo-italiana de 1996.

## Carrera como entrenador
Después de retirarse, Van 't Schip se convirtió en entrenador juvenil del Ajax y entrenador del FC Twente. Desde agosto de 2004 ayudó a Marco van Basten a entrenar a la selección neerlandesa, hasta que dejó el puesto de entrenador después de la Eurocopa 2008.Más tarde, lo siguió en su aventura por el Ajax, convirtiéndose en entrenador asistente de Rob Witschge, para la temporada 2008-09.

### Melbourne Heart
Fue contratado por el Melbourne Heart de la A-League el 12 de octubre de 2009, para ser su entrenador inaugural para la temporada 2010-11.El 1 de febrero de 2012, Van 't Schip anunció que dejaría el club al final de la temporada 2011-12, citando motivos personales para su decisión.

### Chivas de Guadalajara
En abril de 2012, Guadalajara anunció, a través de su cuenta de Twitter, que Van 't Schip sería el nuevo entrenador del club.Su debut fue contra el Toluca, donde las Chivas perdieron por 2-1.
Fue relevado de sus funciones como entrenador a pocos días del inicio del Clausura 2013 y lo reemplazó el ex entrenador del club, Benjamín Galindo.

### Regreso al Melbourne City
El 30 de diciembre de 2013, tras 17 partidos sin victorias del Melbourne Heart y la rescisión anticipada del contrato de John Aloisi, el club nombró a Van 't Schip como entrenador hasta el final de la temporada.
El 19 de marzo de 2014, después de 11 partidos entrenando al club, incluida una racha invicta de siete partidos, Van 't Schip firmó un contrato de tres años con el club (que pasaría a llamarse Melbourne City en junio de 2014), hasta el final de la temporada 2016-17.
El 3 de enero de 2017, Van 't Schip renunció como entrenador y regresó a los Países Bajos para ayudar a cuidar a su padre con una enfermedad terminal.

### PEC Zwolle
Tres meses después, el PEC Zwolle anunció que había sido nombrado sucesor del entrenador saliente Ron Jans.Sin embargo, el 19 de diciembre de 2018 fue despedido del club por malos resultados.

### Selección de Grecia
En julio de 2019, fue contratado como entrenador de la selección de Grecia.Dos años después, decidió no renovar su contrato, que culminaba el 31 de diciembre de 2021.

### Ajax
El 30 de octubre de 2023, Van 't Schip fue nombrado entrenador del Ajax hasta el final de la temporada.Bajo su cargo, el club ascendió rápidamente a la quinta posición a mediados de diciembre de 2023, después de ganar dos partidos de recuperación.Sin embargo, en la segunda mitad de la competición, el equipo se mantuvo en la misma colocación y logró la clasificación a la UEFA Europa League.

### Selección de Armenia
El 17 de febrero de 2025, asumió al frente de la selección de Armenia. No obstante, el 6 de agosto, se anunció su salida de "mutuo acuerdo" después de dirigir solamente tres encuentros.

## Clubes y estadísticas

### Como jugador
| Club  | País         | Año       | Partidos | Goles |
| ----- | ------------ | --------- | -------- | ----- |
| Ajax  | Países Bajos | 1981-1992 | 273      | 29    |
| Genoa | Italia       | 1992-1996 | 107      | 11    |
| Total | Total        | Total     | 380      | 40    |

### Como entrenador

#### Clubes
| Equipo                    | Div.         | Temporada    | Liga  | Liga | Liga | Liga | Liga |       | Copa | Copa | Copa | Copa  |   | Internacional | Internacional | Internacional | Internacional | Internacional |   | Otros | Otros | Otros | Otros |     | Totales     | Totales | Totales | Totales | Totales | Totales | Totales | Totales |
| Equipo                    | Div.         | Temporada    | Part. | G    | E    | P    | Pos. | Part. | G    | E    | P    | Part. | G | E             | P             | Pos.          | Part.         | G             | E | P     | Part. | G     | E     | P   | Rendimiento | GF      | GC      | Dif.    |         |         |         |         |
| ------------------------- | ------------ | ------------ | ----- | ---- | ---- | ---- | ---- | ----- | ---- | ---- | ---- | ----- | - | ------------- | ------------- | ------------- | ------------- | ------------- | - | ----- | ----- | ----- | ----- | --- | ----------- | ------- | ------- | ------- | ------- | ------- | ------- | ------- |
| Twente · Países Bajos     | 1.ª          | 2001-02      | 34    | 10   | 12   | 12   | 12.º | 1     | 0    | 0    | 1    | 4     | 3 | 0             | 1             | 1ªR           | 1             | 0             | 0 | 1     | 40    | 13    | 12    | 15  | 42.5%       | 53      | 53      | +0      |         |         |         |         |
| Twente · Países Bajos     | Total        | Total        | 34    | 10   | 12   | 12   | -    | 1     | 0    | 0    | 1    | 4     | 3 | 0             | 1             | -             | 1             | 0             | 0 | 1     | 40    | 13    | 12    | 15  | 42.5%       | 53      | 53      | +0      |         |         |         |         |
| Ajax · Países Bajos       | 1.ª          | 2008-09      | 1     | 1    | 0    | 0    | 3.º  | -     | -    | -    | -    | -     | - | -             | -             | -             | -             | -             | - | -     | 1     | 1     | 0     | 0   | 100%        | 1       | 0       | +1      |         |         |         |         |
| Melbourne City Australia  | 1.ª          | 2010-11      | 30    | 8    | 11   | 11   | 8.º  | -     | -    | -    | -    | -     | - | -             | -             | -             | -             | -             | - | -     | 30    | 8     | 11    | 11  | 38.89%      | 32      | 42      | -10     |         |         |         |         |
| Melbourne City Australia  | 1.ª          | 2011-12      | 28    | 9    | 10   | 9    | 1/8  | -     | -    | -    | -    | -     | - | -             | -             | -             | -             | -             | - | -     | 28    | 9     | 10    | 9   | 44.04%      | 35      | 37      | -2      |         |         |         |         |
| Guadalajara · México      | 1.ª          | 2012-A       | 19    | 6    | 5    | 8    | 1/4  | -     | -    | -    | -    | 4     | 2 | 1             | 1             | FG            | -             | -             | - | -     | 23    | 8     | 6     | 9   | 43.48%      | 26      | 25      | +1      |         |         |         |         |
| Guadalajara · México      | Total        | Total        | 19    | 6    | 5    | 8    | -    | -     | -    | -    | -    | 4     | 2 | 1             | 1             | -             | -             | -             | - | -     | 23    | 8     | 6     | 9   | 43.48%      | 26      | 25      | +1      |         |         |         |         |
| Melbourne City Australia  | 1.ª          | 2013-14      | 15    | 6    | 4    | 5    | 10.º | -     | -    | -    | -    | -     | - | -             | -             | -             | -             | -             | - | -     | 15    | 6     | 4     | 5   | 48.89%      | 27      | 20      | +7      |         |         |         |         |
| Melbourne City Australia  | 1.ª          | 2014-15      | 29    | 10   | 8    | 11   | 1/2  | 1     | 0    | 0    | 1    | -     | - | -             | -             | -             | -             | -             | - | -     | 30    | 10    | 8     | 12  | 42.22%      | 39      | 47      | -8      |         |         |         |         |
| Melbourne City Australia  | 1.ª          | 2015-16      | 29    | 14   | 5    | 10   | 1/2  | 4     | 3    | 0    | 1    | -     | - | -             | -             | -             | -             | -             | - | -     | 33    | 17    | 5     | 11  | 56.57%      | 79      | 53      | +26     |         |         |         |         |
| Melbourne City Australia  | 1.ª          | 2016-17      | 13    | 5    | 5    | 3    | Inc. | 5     | 5    | 0    | 0    | -     | - | -             | -             | -             | -             | -             | - | -     | 18    | 10    | 5     | 3   | 64.82%      | 33      | 21      | +12     |         |         |         |         |
| Melbourne City Australia  | Total        | Total        | 144   | 52   | 43   | 49   | -    | 10    | 8    | 0    | 2    | -     | - | -             | -             | -             | -             | -             | - | -     | 154   | 60    | 43    | 51  | 48.27%      | 245     | 220     | +25     |         |         |         |         |
| PEC Zwolle · Países Bajos | 1.ª          | 2017-18      | 34    | 12   | 8    | 14   | 9.º  | 4     | 3    | 0    | 1    | -     | - | -             | -             | -             | -             | -             | - | -     | 38    | 15    | 8     | 15  | 46.49%      | 53      | 60      | -7      |         |         |         |         |
| PEC Zwolle · Países Bajos | 1.ª          | 2018-19      | 16    | 4    | 3    | 9    | Inc. | 3     | 2    | 0    | 1    | -     | - | -             | -             | -             | -             | -             | - | -     | 19    | 6     | 3     | 10  | 36.84%      | 23      | 35      | -12     |         |         |         |         |
| PEC Zwolle · Países Bajos | Total        | Total        | 50    | 16   | 11   | 23   | -    | 7     | 5    | 0    | 2    | -     | - | -             | -             | -             | -             | -             | - | -     | 57    | 21    | 11    | 15  | 43.27%      | 76      | 95      | -19     |         |         |         |         |
| Ajax · Países Bajos       | 1.ª          | 2023-24      | 26    | 14   | 9    | 3    | 5.º  | 1     | 0    | 0    | 1    | 7     | 2 | 2             | 3             | 1/8           | -             | -             | - | -     | 34    | 16    | 11    | 7   | 57.84%      | 73      | 57      | +16     |         |         |         |         |
| Ajax · Países Bajos       | Total        | Total        | 27    | 15   | 9    | 3    | -    | 1     | 0    | 0    | 1    | 7     | 2 | 2             | 3             | -             | -             | -             | - | -     | 35    | 17    | 11    | 7   | 59.05%      | 74      | 57      | +17     |         |         |         |         |
| Total clubes              | Total clubes | Total clubes | 274   | 99   | 80   | 95   | -    | 19    | 13   | 0    | 6    | 15    | 7 | 3             | 5             | -             | 1             | 0             | 0 | 1     | 309   | 119   | 83    | 107 | 47.46%      | 474     | 450     | +24     |         |         |         |         |
| 1. 2. 3. 4.               |              |              |       |      |      |      |      |       |      |      |      |       |   |               |               |               |               |               |   |       |       |       |       |     |             |         |         |         |         |         |         |         |

#### Selección
| Grecia              | 2018-19             | -   | -   | -  | -  | -  | 6  | 3  | 1 | 2  | -  | - | - | - | - | - | - | - | - | 6   | 3   | 1  | 2   | 55.56% | 6   | 6   | +0  |
| Grecia              | 2019-20             | 6   | 3   | 3  | 0  | FG | -  | -  | - | -  | -  | - | - | - | - | 2 | 1 | 0 | 1 | 8   | 4   | 3  | 1   | 62.5%  | 9   | 4   | +5  |
| Grecia              | 2020-21             | -   | -   | -  | -  | -  | 8  | 2  | 4 | 2  | -  | - | - | - | - | 4 | 2 | 1 | 1 | 12  | 4   | 5  | 3   | 47.22% | 14  | 13  | +1  |
| Grecia              | Total               | 6   | 3   | 3  | 0  | -  | 14 | 5  | 5 | 4  | -  | - | - | - | - | 6 | 3 | 1 | 2 | 26  | 11  | 9  | 6   | 53.85% | 29  | 23  | +6  |
| Armenia             | 2024-25             | 2   | 0   | 0  | 2  | D  | -  | -  | - | -  | -  | - | - | - | - | 2 | 0 | 1 | 1 | 4   | 0   | 1  | 3   | 8.33%  | 5   | 16  | -11 |
| Armenia             | Total               | 2   | 0   | 0  | 2  | -  | -  | -  | - | -  | -  | - | - | - | - | 2 | 0 | 1 | 1 | 4   | 0   | 1  | 3   | 8.33%  | 5   | 16  | -11 |
| Total selecciones   | Total selecciones   | 8   | 3   | 3  | 2  | -  | 14 | 5  | 5 | 4  | -  | - | - | - | - | 8 | 3 | 2 | 3 | 30  | 11  | 10 | 9   | 47.78% | 34  | 39  | -5  |
| Total en su carrera | Total en su carrera | 282 | 102 | 83 | 97 | -  | 33 | 18 | 5 | 10 | 15 | 7 | 3 | 5 | - | 9 | 3 | 2 | 4 | 339 | 130 | 93 | 116 | 47.49% | 508 | 489 | +19 |

#### Resumen por competiciones
| Competición                        | Partidos | Ganados | Empatados | Perdidos | Ganados % |
| Clubes                             | Clubes   | Clubes  | Clubes    | Clubes   | Clubes    |
| ---------------------------------- | -------- | ------- | --------- | -------- | --------- |
| Eredivisie                         | 111      | 41      | 32        | 38       | 46.55%    |
| Copa de los Países Bajos           | 9        | 5       | 0         | 4        | 55.56%    |
| Supercopa de los Países Bajos      | 1        | 0       | 0         | 1        | 0%        |
| A-League                           | 144      | 52      | 43        | 49       | 46.06%    |
| FFA Cup                            | 10       | 8       | 0         | 2        | 80%       |
| Liga MX                            | 19       | 6       | 5         | 8        | 40.35%    |
| Liga Europea de la UEFA            | 7        | 4       | 0         | 3        | 57.14%    |
| Liga Europa Conferencia de la UEFA | 4        | 1       | 2         | 1        | 41.67%    |
| Liga de Campeones de la Concacaf   | 4        | 2       | 1         | 1        | 58.33%    |
| Total clubes                       | 309      | 119     | 83        | 107      | 47.46%    |
| Selección                          |          |         |           |          |           |
| Liga de Naciones                   | 8        | 3       | 3         | 2        | 50%       |
| Clasificatorias Eurocopa           | 6        | 3       | 1         | 2        | 55.56%    |
| Clasificatorias Mundial UEFA       | 8        | 2       | 4         | 2        | 41.67%    |
| Amistosos                          | 8        | 3       | 2         | 3        | 45.83%    |
| Total selección                    | 30       | 11      | 10        | 9        | 47.78%    |
| Total en su carrera                | 339      | 130     | 93        | 116      | 47.49%    |

## Palmarés

### Como jugador

#### Campeonatos nacionales
| Título                   | Club | País         | Año     |
| ------------------------ | ---- | ------------ | ------- |
| Eredivisie               | Ajax | Países Bajos | 1981-82 |
| Eredivisie               | Ajax | Países Bajos | 1982-83 |
| Copa de los Países Bajos | Ajax | Países Bajos | 1982-83 |
| Eredivisie               | Ajax | Países Bajos | 1984-85 |
| Copa de los Países Bajos | Ajax | Países Bajos | 1985-86 |
| Copa de los Países Bajos | Ajax | Países Bajos | 1986-87 |
| Eredivisie               | Ajax | Países Bajos | 1989-90 |

#### Campeonatos internacionales
| Título              | Club/Selección                | País         | Año     |
| ------------------- | ----------------------------- | ------------ | ------- |
| Recopa de Europa    | Ajax                          | Países Bajos | 1986-87 |
| Eurocopa            | Selección de los Países Bajos | Países Bajos | 1988    |
| Copa de la UEFA     | Ajax                          | Países Bajos | 1991-92 |
| Copa anglo-italiana | Genoa                         | Italia       | 1995-96 |

### Como entrenador

#### Campeonatos nacionales
| Título  | Club           | País      | Año  |
| ------- | -------------- | --------- | ---- |
| FFA Cup | Melbourne City | Australia | 2016 |